# Peramàs
Peramàs-Esmandies és un barri de Mataró, al Maresme, delimitat per l'avinguda Gatassa, el carrer Josep Montserrat Cuadrada, l'avinguda Puig i Cadafalch, la ronda Prim, el carrer Miquel Biada i el Camí del Mig, amb la ronda O'Donnell com a eix vertebrador. L'any 2019 tenia 7.928 habitants empadronats.
La seva urbanització va ser promoguda per la Caixa d'Estalvis de Mataró els anys seixanta, seguint el Pla Parcial de 1957. Actualment, és una zona residencial amb petit comerç, i disposa d'equipaments culturals com la Biblioteca Pompeu Fabra, creada el 1997, o el casal de les Esmandies, un edifici de mitjan segle xviii construït pel comerciant mataroní Josep Esmandia i Milans. La lluita veïnal va salvar l'edifici de l'enderrocament l'any 1976, i en l'actualitat és de propietat municipal.